# Marcel Strougmayer
Marcel Strougmayer, né le 8 février 1958 à Eupen est un homme politique belge germanophone, membre du SP.
Il est instituteur et, depuis 1996, directeur d'école.

## Fonctions politiques
- 2001-     : conseiller communal à La Calamine
- 2002-2009 et
- 2015-    : membre du parlement germanophone.